# Forêts sèches décidues de la vallée de la Narmadâ
Localisation
Les forêts sèches décidues de la vallée de la Narmadâ forment une écorégion terrestre définie par le Fonds mondial pour la nature (WWF), qui appartient au biome des forêts de feuillus sèches tropicales et subtropicales de l'écozone indomalaise. Elle comprend les formations végétales de la vallée de la rivière Narmadâ et du versant des monts Vindhya, ainsi que la partie occidentale de la chaîne de Satpura, situés dans les états de Madhya Pradesh et Maharashtra au centre de l'Inde.